# Synegia suffusa
Synegia suffusa är en fjärilsart som beskrevs av Louis Beethoven Prout 1915. Synegia suffusa ingår i släktet Synegia och familjen mätare. Inga underarter finns listade i Catalogue of Life.